# Santa Rita Invernadero
Santa Rita Invernadero är en ort i Mexiko.   Den ligger i kommunen Las Margaritas och delstaten Chiapas, i den sydöstra delen av landet, 900 km öster om huvudstaden Mexico City. Santa Rita Invernadero ligger 342 meter över havet och antalet invånare är 747.
Terrängen runt Santa Rita Invernadero är kuperad söderut, men norrut är den bergig. Santa Rita Invernadero ligger nere i en dal. Runt Santa Rita Invernadero är det ganska glesbefolkat, med 30 invånare per kvadratkilometer. Närmaste större samhälle är Emiliano Zapata, 19,8 km öster om Santa Rita Invernadero. I omgivningarna runt Santa Rita Invernadero växer i huvudsak städsegrön lövskog.